# Anyphaena numida
Anyphaena numida är en spindelart som beskrevs av Simon 1897. Anyphaena numida ingår i släktet Anyphaena och familjen spökspindlar. Inga underarter finns listade i Catalogue of Life.